# Chigu Co
Chigu Co (kinesiska: 哲古错) är en sjö i Kina. Den ligger i den autonoma regionen Tibet, i den sydvästra delen av landet, omkring 120 kilometer sydost om regionhuvudstaden Lhasa. Chigu Co ligger 4 616 meter över havet. Arean är 63 kvadratkilometer. Trakten runt Chigu Co består i huvudsak av gräsmarker. Den sträcker sig 15,1 kilometer i nord-sydlig riktning, och 6,7 kilometer i öst-västlig riktning.
Genomsnittlig årsnederbörd är 879 millimeter. Den regnigaste månaden är juli, med i genomsnitt 207 mm nederbörd, och den torraste är januari, med 12 mm nederbörd.